# کانگرلور
کانگرلور (انگلیسی: Cangrelor) یک مهارکننده P2Y12 FDA و یک داروی ضد پلاکتی برای کاربرد داخل وریدی است. برخی از مهارکننده‌های P2Y12 از نظر بالینی به عنوان مهارکننده‌های مؤثر فعال‌سازی و تجمع پلاکتی با واسطه آدنوزین دی‌فسفات استفاده می‌شوند. برخلاف کلوپیدوگرل (Plavix) که یک پیش دارو است، کانگرلور یک داروی فعال است که نیاز به تبدیل متابولیک ندارد.

## کاربرد پزشکی
طبق کارآزمایی‌های تصادفی‌شده فاز III، ترکیب کانگرلور-کلوپیدوگرل بی‌خطر است و مشخص شده است که نسبت به درمان استاندارد کلوپیدوگرل در کاهش حوادث ایسکمیک در قلب، بدون افزایش خونریزی عمده در درمان تنگی عروق کرونر مؤثرتر است. مزایای این ترکیب دارویی در بیماران مبتلا به انفارکتوس میوکارد بارزتر است.
داروهای ضد پلاکتی موجود، شروع و جبران اثر را به تاخیر می اندازند. از آنجایی که اثرات کانگرلور فوری است و به سرعت معکوس می شود، برای درمان انتخابی عروق کرونر تنگی، سندرم های حاد کرونری پرخطر که با استنت گذاری فوری کرونر درمان می شوند و برای پل زدن بیماران جراحی که نیاز به مهار P2Y12 دارند، داروی مطلوب تری است.
شواهد در مورد درمان با کانگرلور به دلیل عدم وجود مطالعات در مورد ارزیابی تجویز کانگرلور همراه با پراسوگرل یا تیکاگرلور محدود شده است.
این دارو برای بزرگسالان تحت مداخله عروق کرونر از راه پوست (PCI) تایید شده است.

## مکانیسم عمل
کانگرلور یک مهارکننده برگشت پذیر و میل ترکیبی بالا برای گیرنده های P2Y12 است که باعث مهار تقریباً کامل تجمع پلاکتی ناشی از ADP می شود. این یک مشتق اصلاح شده ATP است که در برابر تجزیه آنزیمی پایدار است.این دارو نیازی به تبدیل متابولیک به متابولیت فعال ندارد. این اجازه می دهد تا اثر فوری کانگرلور پس از انفوزیون و اثرات درمانی را می توان با انفوزیون مداوم حفظ کرد.

## عوارض جانبی
کانگرلور با وجود خونریزی‌های کمتر در طول جراحی قلب، خطر واکنش‌های خودایمنی بالقوه را به همراه دارد که به صورت تنگی نفس نمایان می‌شوند. مکانیسم‌های بالقوه برای تنگی نفس پس از درمان کانگرلور عبارتند از: چرخه‌های مکرر اتصال و عدم اتصال، اختلال در گردش پلاکت، و جداسازی ریه یا آپوپتوز پلاکت‌های مخرب بیش از حد رهاشده. خطرات تنگی نفس به دنبال درمان کانگرلور، مکانیسم مشترکی را نشان می دهد که آسیب حاد ریه، تنگی نفس و مهار پلاکت برگشت پذیر مرتبط با انتقال خون را به هم مرتبط می کند.
خطر تنگی نفس پس از کانگرلور داخل وریدی در مقایسه با سایر مهارکننده‌های گیرنده پلاکتی برگشت‌پذیر P2Y12 کمتر است، با این حال، در مقایسه با داروهای ضدپلاکت خوراکی غیرقابل برگشت یا مهارکننده‌های گلیکوپروتئین IIb/IIIa داخل وریدی، همچنان به طور قابل‌توجهی بیشتر است. که به هیچ وجه باعث افزایش بروز تنگی نفس نمی شود.